# Simon Sorgenfrei
Simon Sorgenfrei, född 1975 i Kristinehamn i Värmland, är en svensk religionsvetare, islamforskare och författare. 
Sorgenfrei är professor i religionsvetenskap med inriktning mot studier av islam och sufism, samt mot religion och migration, verksam vid Södertörns högskola. Simon Sorgenfrei har även haft forskningsuppdrag vid Myndigheten för stöd till trossamfund, Myndigheten för samhällsskydd och beredskap, Centrum mot våldsbejakande extremism och Totalförsvarets forskningsinstitut. 
Sorgenfrei har publicerat en rad böcker, bland annat en introduktion till islam på svenska tillsammans med religionshistorikern Susanne Olsson vid Stockholms universitet samt två omfattande monografier om islam och muslimer i Sverige. Han har även skrivit monografier om Ivan Aguéli och Erik Johan Stagnelius. 
Forskningsmässigt har Sorgenfrei även ägnat sig åt antireligiösa hatbrott liksom åt forskning om radikalisering och våldsorienterad islam. Sorgenfrei har även skrivit om esoteriska strömningar och mystik, om konst och religion, poesi, samt om medeltida sufilyrik och översatt Jalal al-din Rumi och Shaikh Sa'di till svenska från persiska. Han har även översatt den norske poeten Olav H. Hauge till svenska.
Simon Sorgenfrei är sedan 2021 föreståndare för IMS - Institutet för forskning om mångreligiositet och sekularitet vid Södertörns högskola och sedan 2025 ledamot av Kungliga Gustav Adolfs Akademien.

## Priser
2009 Svenska humanistiska förbundets pris.
2022 Kungliga Gustav Adolfs Akademien, Torsten Janckes minnesfond.
2024 Svenska Akademien, Karin Gierows pris.
2024 Samfundet de Nio, Lotten von Kræmers pris.